# Pierre de L'Estoile
Pierre de L'Estoile (n. 1546, Paris, Regatul Franței – d. 8 octombrie 1611, Paris, Regatul Franței) a fost un memorialist și colecționar francez.
A scris un jurnal care relatează domniile lui Henric al III-lea al Franței și Henric al IV-lea al Franței. Acest document constituie o sursă unică pentru studiul istoric al războaielor religioase.

## Biografie
Provenit din burghezia superioară pariziană, Pierre de l'Estoile (sau de l'Étoile) aparținea cercului marii magistraturi. Tutorul său a fost Mathieu Béroalde, cu care l-a cunoscut pe scriitorul protestant Théodore-Agrippa d’Aubigné. La Bourges a studiat dreptul (1565). Din 1566 până în 1601 a slujit ca ofițer de audieri la cancelaria Franței. Întemnițarea sa în 1589 se explică prin faptul că era considerat apropiat de „politică”. Și-a vândut biroul în 1601.
A fost înmormântat în biserica Saint-André-des-Arts din Paris.
Este tatăl lui Louis de L'Estoile și Claude de L'Estoile, unul dintre primii membri ai Academiei Franceze (1597-1672).

## Opere
Pierre de L'Estoile a lăsat Mémoires-Journaux (1574-1611) care sunt o mărturie prețioasă a domniilor lui Henri al III-lea și Henric al IV-lea. Alte texte (sonete, pamflete) sunt integrate în el. Aceste reviste, publicate în 12 volume, au fost digitizate și pot fi consultate în Gallica.
(* Apăsați „arată” pentru extinderea tabelului sau „ascunde”, pentru ascunderea sa.).
| Titlu                                            | Autor                            | Editor                       | Subiect                                                        | Tip                 | Limba    | Url                                    |
| ------------------------------------------------ | -------------------------------- | ---------------------------- | -------------------------------------------------------------- | ------------------- | -------- | -------------------------------------- |
| Mémoires-journaux : 1574-1611 Tome 1 551 pagini  | L'Estoile, Pierre de (1546-1611) | Tallandier (Paris) 1875-1896 | France -- 1574-1589 (Henri III) France -- 1589-1610 (Henri IV) | monografie tipărită | franceză | gallica.bnf.fr (accesat la 26/03/2024) |
| Mémoires-journaux : 1574-1611 Tome 2 489 pagini  | L'Estoile, Pierre de (1546-1611) | Tallandier (Paris) 1875-1896 | France -- 1574-1589 (Henri III) France -- 1589-1610 (Henri IV) | monografie tipărită | franceză | gallica.bnf.fr (accesat la 26/03/2024) |
| Mémoires-journaux : 1574-1611 Tome 3 458 pagini  | L'Estoile, Pierre de (1546-1611) | Tallandier (Paris) 1875-1896 | France -- 1574-1589 (Henri III) France -- 1589-1610 (Henri IV) | monografie tipărită | franceză | gallica.bnf.fr (accesat la 26/03/2024) |
| Mémoires-journaux : 1574-1611 Tome 4 492 pagini  | L'Estoile, Pierre de (1546-1611) | Tallandier (Paris) 1875-1896 | France -- 1574-1589 (Henri III) France -- 1589-1610 (Henri IV) | monografie tipărită | franceză | gallica.bnf.fr (accesat la 27/03/2024) |
| Mémoires-journaux : 1574-1611 Tome 5 440 pagini  | L'Estoile, Pierre de (1546-1611) | Tallandier (Paris) 1875-1896 | France -- 1574-1589 (Henri III) France -- 1589-1610 (Henri IV) | monografie tipărită | franceză | gallica.bnf.fr (accesat la 27/03/2024) |
| Mémoires-journaux : 1574-1611 Tome 6 407 pagini  | L'Estoile, Pierre de (1546-1611) | Tallandier (Paris) 1875-1896 | France -- 1574-1589 (Henri III) France -- 1589-1610 (Henri IV) | monografie tipărită | franceză | gallica.bnf.fr (accesat la 27/03/2024) |
| Mémoires-journaux : 1574-1611 Tome 7 492 pagini  | L'Estoile, Pierre de (1546-1611) | Tallandier (Paris) 1875-1896 | France -- 1574-1589 (Henri III) France -- 1589-1610 (Henri IV) | monografie tipărită | franceză | gallica.bnf.fr (accesat la 27/03/2024) |
| Mémoires-journaux : 1574-1611 Tome 8 464 pagini  | L'Estoile, Pierre de (1546-1611) | Tallandier (Paris) 1875-1896 | France -- 1574-1589 (Henri III) France -- 1589-1610 (Henri IV) | monografie tipărită | franceză | gallica.bnf.fr (accesat la 27/03/2024) |
| Mémoires-journaux : 1574-1611 Tome 9 531 pagini  | L'Estoile, Pierre de (1546-1611) | Tallandier (Paris) 1875-1896 | France -- 1574-1589 (Henri III) France -- 1589-1610 (Henri IV) | monografie tipărită | franceză | gallica.bnf.fr (accesat la 27/03/2024) |
| Mémoires-journaux : 1574-1611 Tome 10 504 pagini | L'Estoile, Pierre de (1546-1611) | Tallandier (Paris) 1875-1896 | France -- 1574-1589 (Henri III) France -- 1589-1610 (Henri IV) | monografie tipărită | franceză | gallica.bnf.fr (accesat la 27/03/2024) |
| Mémoires-journaux : 1574-1611 Tome 11 519 pagini | L'Estoile, Pierre de (1546-1611) | Tallandier (Paris) 1875-1896 | France -- 1574-1589 (Henri III) France -- 1589-1610 (Henri IV) | monografie tipărită | franceză | gallica.bnf.fr (accesat la 27/03/2024) |
| Mémoires-journaux : 1574-1611 Tome 12 451 pagini | L'Estoile, Pierre de (1546-1611) | Tallandier (Paris) 1875-1896 | France -- 1574-1589 (Henri III) France -- 1589-1610 (Henri IV) | monografie tipărită | franceză | gallica.bnf.fr (accesat la 27/03/2024) |

Găsim în volumul 3 o tipărire și o descriere sângeroasă a execuției Mariei Stuart, regina Scoției, la 8 februarie 1587.
Aceste jurnale oferă, de asemenea, informații despre criza de subzistență din 1586-1587 cu informații meteo, date despre evoluția prețului pâinii la Paris (prețul mare al grâului) și mai ales despre consecințele sociale ale acestei crize: aflux de cerșetori, procesiune de sanctuarul Saint Geneviève pentru a opri ploile, creșterea taxelor (pomană specială) pentru burghezie și revolte, în special cea din 22 iulie 1587 împotriva brutarilor acuzați că și-au vândut pâinea prea scump. · 
Acest Jurnal nu a fost destinat publicării. Am extras Jurnalul lui Henri al III-lea, publicat în 1621 de Louis Servin, iar în 1744 de Nicolas Lenglet Du Fresnoy; și Jurnalul lui Henric al IV-lea, publicat la Haga, 1741.
- Registre-journal du règne de Henri III („Registrul jurnal al domniei lui Henric al III-lea”), ediție înființată de Madeleine Lazard și Gilbert Schrenck, Geneva, Droz, colecția „Texte literare franceze”, 1992-2003, 6 volume.
- Journal de Henry III, Roy de France et de Pologne : ou Mémoires pour servir à l'histoire de France („Jurnalul lui Henric al III-lea, regele Franței și Poloniei: sau Memorii pentru a servi istoria Franței”).
- ''Registre-journal du règne de Henri IV. Tome I (1589-1591) („Registrul jurnal al domniei lui Henric al IV-lea. Volumul I (1589-1591)”), ediție stabilită de Gilbert Schrenck, Xavier Le Person și Volker Mecking, Geneva, Droz, colecția „Texte literare franceze”, nr 609, 2011, 352 p4.[6].
- Les Belles figures et drolleries de la Ligue, ediție stabilită de Gilbert Schrenck, 2016.